# Samuel Timmins
Samuel Timmins (27 février 1826 - 12 novembre 1902 ) est un érudit shakespearien et antiquaire britannique. Il est invariablement connu sous le nom de Sam Timmins et signe lui-même "Sam: Timmins", en utilisant les deux- points comme abréviation dans le style moderne.

## Biographie
Il hérite d'une entreprise familiale, fondée en 1790 par son grand-père Richard Timmins, et basée à Hurst Street, en tant que fabricant de « jouets » en acier (c'est-à-dire de petits objets tels que charnières, boucles et crochets) . Sa vraie passion, cependant, est la littérature; et vers la fin de sa vie, il dépend pour ses revenus autant de sa production littéraire que de son commerce .
Vers 1858, Timmins, le prédicateur non conformiste George Dawson, JT Bunce, John Henry Chamberlain, William Harris et d'autres personnes de leur entourage commencent à se réunir pour des discussions littéraires et culturelles. En 1860, ces réunions s'organisent dans le cadre d'un club plus formel, qui en 1862 s'appelait "Our Shakespeare Club". HRG Whates appelle Our Shakespeare Club "le centre intellectuel de la communauté, [et] l'équivalent du XIXe siècle de la célèbre Lunar Society " ,. L'une des principales réalisations du club, et de Timmins en particulier, est la création de la Shakespeare Memorial Library au sein de la Bibliothèque de Birmingham Central en 1864 (l'année du tricentenaire de la naissance de Shakespeare). La bibliothèque comprend un portrait en buste de Timmins par Francis John Williamson (en) . Le contenu original de cette bibliothèque est perdu dans un incendie en 1879, lorsque Timmins est vu en sanglotant à cause de la destruction . Une nouvelle bibliothèque Shakespeare est créée au sein de la nouvelle bibliothèque de référence construite en 1881, et une copie du buste y est restaurée.
Timmins est décédé le 12 novembre 1902, à l'âge de 76 ans, et est inhumé au cimetière Key Hill, Hockley, Birmingham ,.